# 石门村 (利津县)
石门村，中华人民共和国山东省东营市利津县北宋镇所辖行政村。位于利津县西南部。全村人口169户，566人(2010年底)。耕地面积1150亩。行政区划代码370522101265。